# The Cock Destroyers
The Cock Destroyers (укр. Руйнівниці членів) — порно-дует Ребекки Мор та Софі Андерсон. Вони зустрілися віч-на-віч на церемонії британської порнопремії, потім створили спільний акаунт на OnlyFans, де публікували відвертий контент. У жовтні 2018 року пара завірусилася у твіттері завдяки їхньому відеозапрошенню на генг-бенг. До кінця 2018 року дует став гей-іконою та мав велику аудиторію прихильників серед ЛГБТ-спільноти. У березні 2019 року вони знов стали популярними, коли King Princess опублікувала трек із їхніми семплами. Акторки знялися у фільмі A Tale of Two Cock Destroyers, були ведучими реаліті-шоу Slag Wars: The Next Destroyer разом з Меттью Кемпом. Обидва проєкти транслювалися на Men.com. Також вони створили відеоурок зі сексуальної освіти для Netflix.
Мор і Андерсон розійшлися у 2021 році. Заплановане возз'єднання в другому сезоні Slag Wars не відбулося через проблеми зі здоров'ям Андерсон, а вже в листопаді 2023 року вона померла. Шоу присвятили її пам'яті та продовжили за участі Мор, Кемпа і Fantasia Royale Gaga. У жовтні 2019 року учасниці першого сезону RuPaul's Drag Race UK (Blu Hydrangea, Дівіна де Кампо та Бага Чіпз) назвали свій дреґ-гурт на честь дуету та стали першими ЛГБТ-виконавцями, які потрапили до UK Top 40.

## Кар'єра

### Перші кроки та вірусна популярність
Софі Андерсон познайомилася з Ребеккою Мор після перегляду її акаунту на OnlyFans. Обидві порноакторки виступали під псевдонімами та самостійно долучилися до секс-індустрії через ескорт-послуги та вебкамінг. Пізніше вони зустрілися на церемонії вручення британської SHAFTA Awards. Згодом разом знімалися в порнофільмі про грабіжника на дівич-вечорі, де вони обидві займалися сексом. Познайомившись ближче, завдяки спільним рисам та лібідо, пара почала двічі на день проводити платні сесії групового сексу (генг-бенг) з клієнтами. Пізніше Андерсон і Мор створили спільний акаунт на OnlyFans. У грудні 2020 року Ліліан Стоун із журналу MEL Magazine написала про контент їхнього акаунту: «це той вид креативного та смішного порно, який ви ніколи не побачите від провідних порностудій», та зазначила, що її улюбленим є спіноф до «Хто підставив кролика Роджера?» під назвою «Ребекка Кролик та її морквяний член» (англ. «Rebecca Rabbit and Her Carrot Dick»).
У жовтні 2018 року після завершення ранкової сесії за 300 фунтів стерлінгів у лондонському готелі-клубі Сент-Джеймс з кількома клієнтами (серед яких були керівники компаній, лікарі, поліцейські), пара записала в номері готелю відеозвернення до клієнтів для участі в полуденній сесії. Це відео завантажено в Twitter-акаунті Мор. На 69-секундному відео пара описувала себе як «cock destroyers» (укр. руйнівники членів), використовуючи насичені британські акценти та непристойні жести. За словами Коннора Вільямса з Interview, це зробило кліп «бомбастично-театральним». Також у відео пара зазначала, що шукає «ще шість членів» для «розслаблення». На початку листопада відеозвернення ретвітнула дреґ-квін із Чикаго й воно знов стало вірусним, особливо серед гей-спільноти цієї платформи. Про цю подію детально описав BBC.
Наприкінці 2018 року The Cock Destroyers вже стали гей-іконами та мали велику аудиторію серед ЛГБТ-спільноти. Луї Стейплз зі Vice пояснює популярність дуету серед ЛГБТ-спільноти тим, що їхні театрально-відверті відео «руйнують соціальні норми та піддають сумніву табу», що вже вкорінено гей-культурі, а дреґ-квін надихаються їхнім стилем. Еван Кац з Interview пояснює успіх їхнім підходом до аудиторії як «трахатись без страху перед осудом» (англ. fuck without fear of judgment), що відображало поведінку деяких квір-чоловіків. Порноакторки здивовані та раді прихильністю серед ЛГБТ-спільноти, хоч їхній контент був спрямований на гетеросексуальних чоловіків. Крім цього, The Cock Destroyers завірусилися в період популярності порно-мемів. У цей період широко поширювалися їхні відеокліпи, де вони кажуть «я занадто дорога для тебе» (англ. I'm too expensive for you) та «це буде недорого, але я впевнена, що ти не проти» (англ. it will be a small fee to pay, but I'm sure you won't mind). У липня 2019 року Сірін Кейл із The Face написала, що її приваблюють «нахабні театральні виступи та промо-відео, які швидко стають мемами». Пости вони зазвичай адресували нейтрально: «хлопцям, дівчатам та небінарним друзям». Згодом Мор зазначила, що успіх відео спонукав її завантажувати у твіттер лише матеріали, які підходять для перегляду на робочому місці, щоб у випадку їхньої вірусності уникнути небажаних наслідків.
У березні 2019 року King Princess завантажила на SoundCloud трек, який названий на честь дуету та з використанням їхніх семплів. Незабаром з'явився й 48-секундний кліп із цим треком та кількома членами. Відео стало вірусним. King Princess познайомилася з The Cock Destroyers, коли звернулася до них із проханням записати вітальне повідомлення до дня народження свого менеджера.
У жовтні 2019 року пара зіграла нееротичні ролі господарок борделю у чотирисерійному гей-порно A Tale of Two Cock Destroyers для платформи Men.com і TLAGay. Знімання відбувалося в заміському маєтку та стало для них дебютом у цьому жанрі. Крім того, були залучені відомі актори як Тай Мітчелл, JJ Knight, Джонні Рапід , Джої Міллс, Лендер і Джонас Джексон. Роуз Домму з Out.com описала атмосферу стрічки як «„Фаворитка“, але з акцентом на анальний секс».

### Медіапроєкти та реаліті-шоу
У березні 2020 року, для промокампанії серіалу «Сексуальна освіта» від Netflix, дует тимчасово змінив свою назву на «Sex Education Destroyers» для створення разового відео зі сексуальної освіти з інтерсексуальним підходом. У ролику вони обговорювали різні аспекти сексуальної тематики, зокрема ВІЛ, доконтактну (ДКП) і постконтактну (ПКП) профілактику, згоду, вагінальне задоволення, анальний секс та спринцювання. Нік Даффі з «PinkNews» описав вміст як «квір-чудово» та зазначив, що «це залишає в нас надію на повноцінний серіал від The Cock Destroyers».
У листопаді того ж року вони з Меттью Кемпом стали ведучими чотирисерійного невідвертого реаліті-шоу Slag Wars: The Next Destroyer (укр. Війни розпусників: Майбутні Руйнівники). До серіалу залучити також Чейз Айкон як головного оповідача історії. Метою проєкту були пошуки третього учасника The Cock Destroyers серед семи секс-працівників і творців на OnlyFans. У шоу кандидатів називали Slags (укр. Розпусники), що було спробою переосмислити цей термін у секс-позитивному значенні. Серіал транслювався на платформі Men.com та спеціально створеному сайті без відвертого контенту SlagWars.com.

### Розпад дуету
Алім Херадж з Dazed розповідає про The Cock Destroyers та вихваляє Андерсон
Після деяких припущень їх спільноти, ґрунтованих на твітах Мор, у травні 2021 року Андерсон підтвердила, що вони розійшлися. Мор продовжувала стежити за життям Андерсон, а вже 2023 році Андерсон завершила кар'єру в студійній порнографії.
Пізніше того ж року Андерсон мала повернутися до Мор для зйомок другого сезону Slag Wars, але вона відмовилася через проблеми зі здоров'ям. Її замінила Фантазія Рояль Ґаґа.
Андерсон померла у листопаді 2023 року, про що Мор повідомила місяць потому. Алім Херадж у Dazed, вихваляючи Андерсон, відзначив їхній внесок у підтримку ЛГБТК+ та секс-працівників.
Другий сезон «Slag Wars» вийшов на стримінговій квір-платформі Outflix у вересні 2024 року. Перший епізод вшанував пам'ять Андерсон і випущений разом із документальним фільмом про феномен The Cock Destroyers.

### Вплив на поп-культуру
На честь дуету названо дреґ-гурт Frock Destroyers, який дебютував у жовтні 2019 року та складався з учасників «RuPaul's Drag Race UK» того року: Blu Hydrangea, Дівін де Кампо та Баг Чіпз. Спочатку гурт сформувався для виконання конкурсного завдання, де учасники реаліті-шоу повинні придумати власний варіант пісні «Break Up (Bye Bye)». Вони змагалися з гуртом Filth Harmony, який пародіював Fifth Harmony. Після релізу версія від Frock Destroyers стала першим синглом дреґ-гурту, що потрапив у UK Top 40, досягнувши 35-го місця.

## Твори

### Фільмографія
| Назва                         | Рік  | Роль               | Пр.    |
| ----------------------------- | ---- | ------------------ | ------ |
| A Tale of Two Cock Destroyers | 2019 | Господарки борделю | [ 16 ] |
| Slag Wars: The Next Destroyer | 2020 | Судді, 4 серії     | [ 19 ] |

### Сингл
| Назва                                                                   | Рік  | Альбом            | Пр.    |
| ----------------------------------------------------------------------- | ---- | ----------------- | ------ |
| «Slag Wars» (разом з Ендрю Баррет Кокс, Ян, Марк Маурелло і Гейлі Моїр) | 2020 | Сингл без альбому | [ 32 ] |